# Фестивал на чесъна
Фестивалът на чесъна „Здраве в скилидка“ е ежегодно събитие, което се провежда в село Долни Раковец, община Радомир.

## История
Чесънът е традиционна култура за село Долни Раковец. Поради благоприятните почвено-климатични условия се произвежда едър и ароматен чесън, което популяризира селото в цяла България. Отглежда се стар сорт чесън с едри глави и силен вкус. Подходящ е за есенна и пролетна сеитба, като есенният е по-мек, а пролетният е с по-силен аромат, по-лют и подходящ за съхранение.
Идеята за създаване на сдружение „Здраве в скилидка“ е на млади семейства с корени от Долни Раковец, завърнали се в село и занимаващи с производството на традиционния продукт.
Първото издание на фестивала се провежда между 30 септември и 1 октомври 2023 г. Програмата включва представяне на местни производители, плетене на чесън, приготвяне на долнораковско масло, както и богата фолклорна програма и игри. Събитието предизвиква сериозен интерес и организаторите имат амбиции да го организират ежегодно.